# Magnus Landin Jacobsen
Magnus Landin Jacobsen (20. kolovoza 1995.), danski rukometni reprezentativac. Sudjelovao na svjetskom prvenstvu 2019. godine. 
Mlađi brat Niklasa Landina Jacobsena.
Od većih reprezentativnih uspjeha izdvajaju se osvajanje zlata na Olimpijskim igrama u Parizu 2024. i srebro u Tokiju 2020. te svjetskog naslova 2019. gdje je Danska bila jedan od suorganizatora. te još tri zlata na Svjetskim prvenstvima 2021., 2023. i 2025. te srebro na Europskom prvenstvu 2024. i broncu na Europskom prvenstvu 2022. godine. 